# Kadmat
Isla Kadmat es una pequeña isla perteneciente al archipiélago de las Laquedivas en la India.
La isla tiene una longitud de 8 km de norte a sur y tiene una anchura máxima de 0,5 km, con una superficie de un total de 3,12 km². La temperatura media anual varía de 24,2 a 34,4 °C. La precipitación media anual es de 1.237 mm.
En Kadmat se practican diversas actividades como el submarinismo, el buceo y natación. El buceo mar abierto es el más costoso. Kadmat es una isla de arrecifes de coral, el mar es poco profundo y el impacto del mar es moderado.